# Свень (селище)
Свень (рос. Свень) — селище, в минулому смт, в Брянському районі Брянської області, Росія.
Населення селища становить 3 562 особи (2002).
Селище розташоване за 13 км на південь від міст Брянськ та за 4 км від залізничної станції Свень, серед лісів та боліт.